# Muelles de Gamboa
Los muelles de Gamboa son un muelle ubicado en la zona central de la ciudad de Río de Janeiro, Brasil. Se encuentra a orillas de la bahía de Guanabara y conforma el Puerto de Río de Janeiro, una de las zonas más antiguas de la ciudad. Tiene cerca de 3,1 kilómetros de extensión desde la Rodoviária Novo Rio hasta el Museo de Arte de Río a lo largo de la Avenida Rodrigues Alves y la Orla Conde.
Los muelles estaban formados originalmente por 18 almacenes pero cuatro de ellos fueron demolidos debido a las actividades portuarias. Los almacenes 1 y 2 y parte del almacén 3 se encuentran dentro del barrio de Saúde. La otra parte del almacén 3 y los almacenes 4, 5, 6, 7 y 8 se encuentran en Gamboa. Por último, los almacenes 13, 14, 15, 16, 17 y 18 se encuentran en Santo Cristo. En los muelles se encuentran también el Touring Building, edificio art déco proyectado por el arquitecto francés Joseph Gire.
La construcción de los muelles comenzó en abril de 1904 con un sistema denominado Hersent, adoptado en la construcción del puerto de Amberes, Bélgica. Las obras concluyeron en 1910 durante el mandato del Presidente Nilo Peçanha. Para construir el muelle fue necesario rellenar las playas y las ensenadas que existían en la región como la Praia da Gamboa. Con el fin de profundizar los atracaderos y permitir la operación de buques mayores en los muelles, en 2022 se iniciaron las obras de ampliación y modernización estructural presupuestadas inicialmente en 104 millones de reales. Posteriormente, se pretende dragar el canal de acceso al muelle.

## Usos de los almacenes

### Estación Marítima de Pasajeros del Puerto de Río de Janeiro
En los almacenes 1, 2, 3, 4 y 5 de los muelles de Gamboa se encuentra la Estación Marítima de Pasajeros del Puerto de Río de Janeiro, principal puerta de entrada del turismo internacional en Brasil, gestionada por la empresa Pier Mauá desde 1998. Pier Mauá alquila los almacenes para diversos eventos, como Fashion Rio y Rio Oil & Gas. 

### Almacén de la Utopía
El almacén 6 alberga el Almacén de la Utopia, un centro cultural gestionado por la Compañía Ensaio Aberto desde 2010. El almacén acoge producciones en las áreas de música, danza y artes visuales, así como eventos culturales.

### Terminal de Productos Siderúrgicos de Gamboa
La Terminal de Productos Siderúrgicos de Gamboa, operada por Triunfo Logística desde 1997, está situada en la zona de los almacenes 7 y 8 del muelle. Cuenta con 304 metros de atraque y una superficie de 19,8 mil m².  La terminal manipula cargas de acería como bobinas de acero, chapas, cuñas, arrabios, palanquillas y tuberías. 

### Terminal de Trigo de Río de Janeiro
La Terminal de Trigo de Rio de Janeiro (TTRJ), ubicada en el área anteriormente ocupada por los almacenes 11 y 12, tiene como objetivo el manejo y almacenamiento de graneles sólidos de origen vegetal, principalmente trigo. La terminal, que tiene una superficie total de 13,500 m² y una superficie construida de 9,800 m², está estructurada para recibir y descargar trigo a granel, así como para almacenar y transferir la carga a camiones graneleros con destino a los molinos de las empresas usuarias del recinto. Consta de un silo horizontal de grano y un edificio administrativo y social. TTRJ está arrendada por Bunge y M. Dias Branco hasta 2042.

### YouTube Space Rio

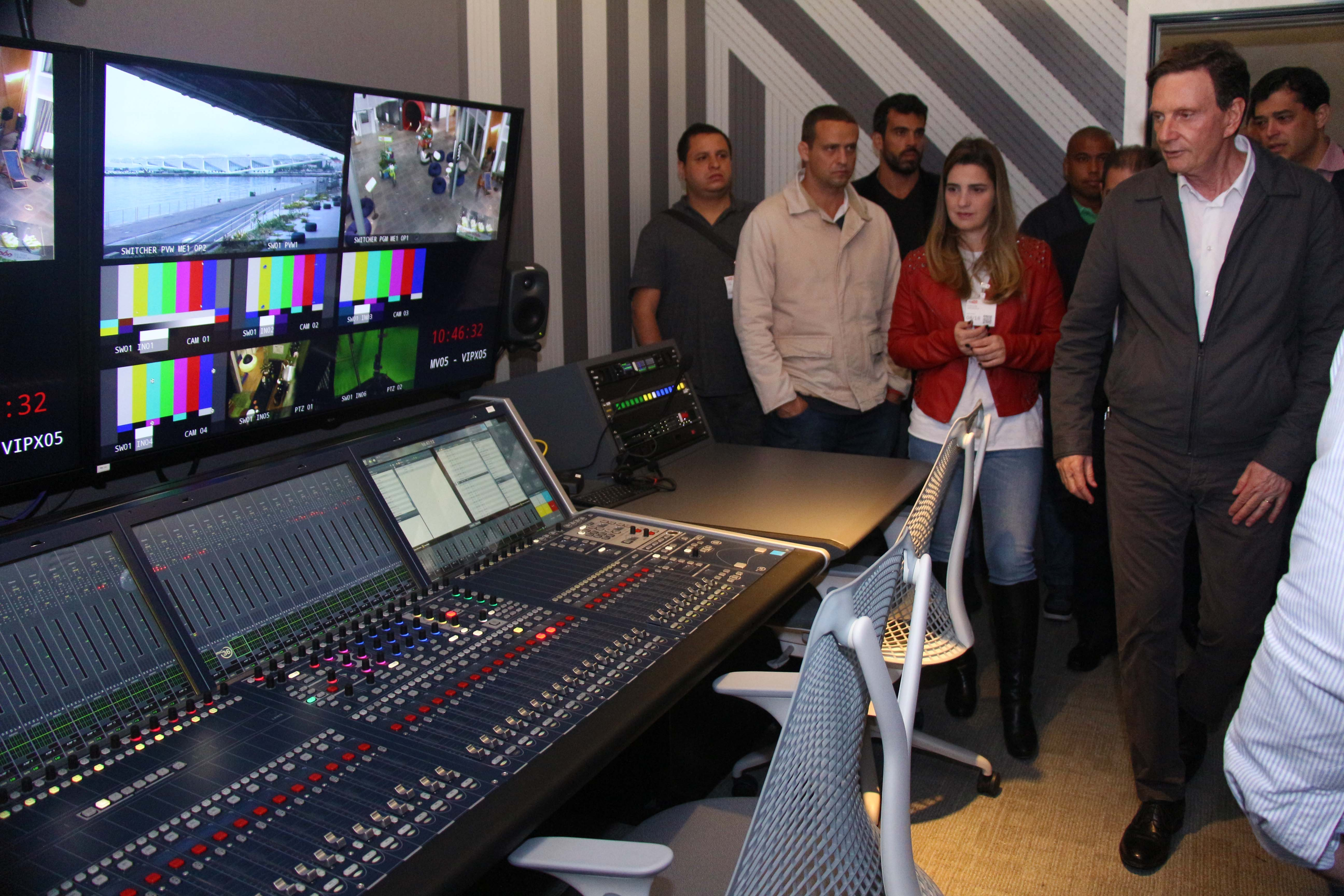
Marcelo Crivella durante una visita a las instalaciones de YouTube Space Rio en 2017

YouTube Space Rio era un entorno orientado a la grabación y profesionalización de contenidos producidos por usuarios de YouTube que funcionaba en el Almacén 1 de los muelles de Gamboa. El espacio, gestionado por YouTube y con una superficie de unos 3,000 m², contaba con tres estudios; zonas comunes; equipos de captura de audio; equipos de realidad virtual; y cámaras 360º, 4K y de cine. Para los canales principiantes se ofrecían de tres a cuatro talleres diarios destinados a estructurar la forma y el contenido de las producciones, crear compromiso con los fans y desarrollar habilidades técnicas, como la iluminación y la filmación.
Espacios similares existían en otras ciudades del mundo, como Nueva York, Londres y Tokio. La instalación de la sede de YouTube Space en Río se anunció el 9 de septiembre de 2015 en un evento celebrado en el Museo de Arte de Río. El espacio fue inaugurado el 7 de agosto de 2017 convirtiendo a Río de Janeiro en la décima ciudad en contar con un YouTube Space. Según YouTube, Brasil era en ese momento uno de los cinco mercados más importantes para la compañía si se tiene en cuenta el tiempo de visualización de vídeos en la plataforma. Las actividades de YouTube Space Rio se cerraron en 2020 debido a la Pandemia de COVID-19 y a la nueva estrategia de la compañía y la nueva estrategia de YouTube adoptada a partir de 2021 para apoyar a los creadores de contenidos y artistas. 

## Planes de futuro

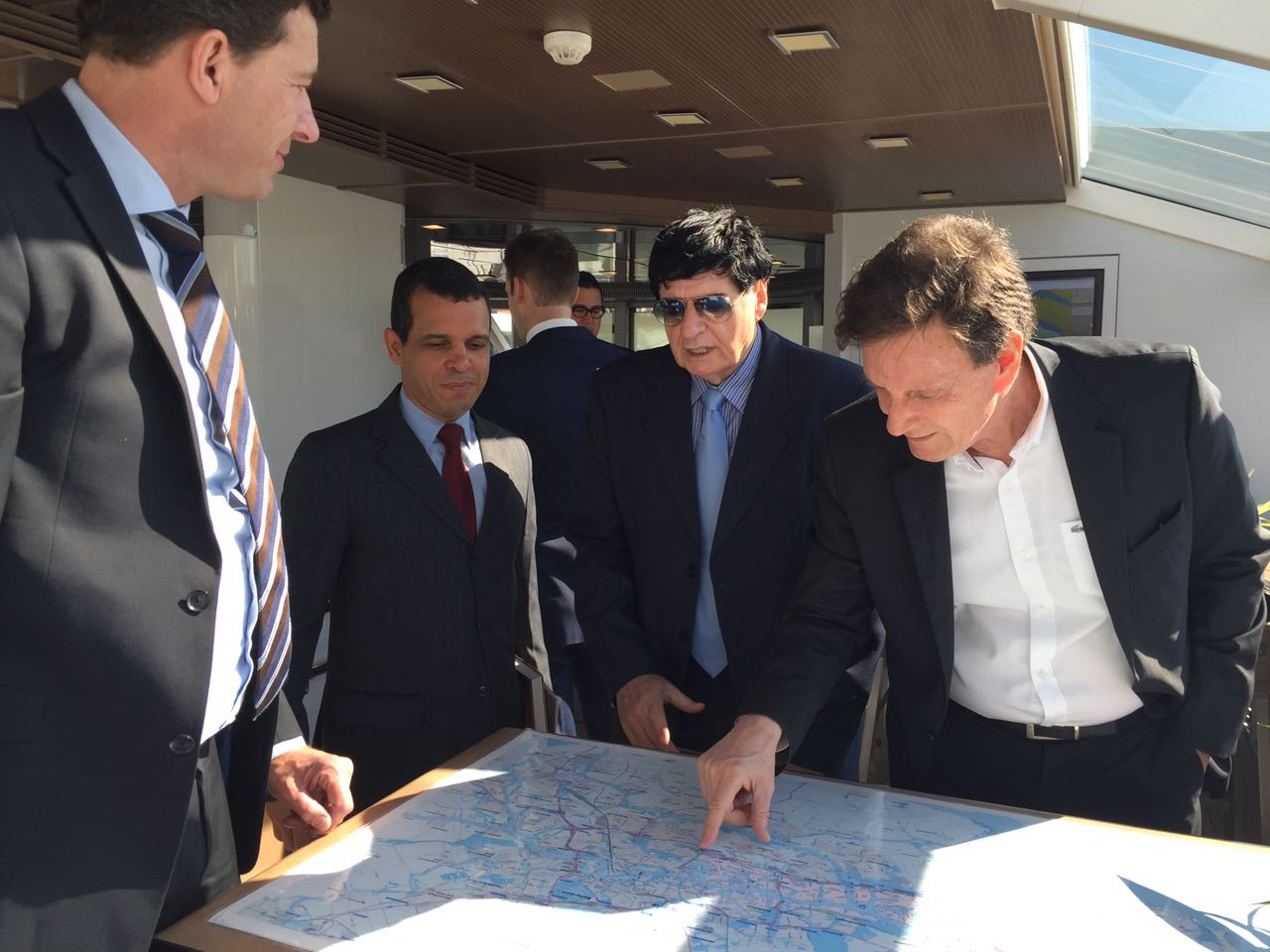
Marcelo Crivella reunido con representantes de Port of Rotterdam International, la empresa que gestiona el Puerto de Róterdam, en 2017.

El Municipio de Río de Janeiro, bajo la gestión del alcalde Marcelo Crivella, pretendía ampliar la Orla Conde desde el AquaRio hasta la Rodoviária Novo Rio. El nuevo tramo de paseo público, de unos 2,5 kilómetros de longitud, se construiría en parte de la zona de los muelles de Gamboa, en la parte que linda con la Avenida Rodrigues Alves, y convertiría la Orla Conde en «el mayor bulevar del mundo», con aproximadamente 6 kilómetros de longitud. Para ello, el exministro de Transportes Maurício Quintella Lessa, cuando estaba al frente de la cartera, había creado un grupo de trabajo para preparar la municipalización de todo el muelle, incluida la Terminal Internacional de Cruceros del Muelle Mauá. Se pretendía, entre otras cosas, instalar museos, restaurantes y bares en la nueva zona de Orla Conde.
El proyecto de municipalización del Puerto de Río de Janeiro, que incluye a los muelles de Gamboa, fue presentado el 31 de marzo de 2017 por el alcalde Marcelo Crivella. Según el proyecto, el municipio se convertiría en Autoridad Portuaria Municipal, asumiendo la coordinación y supervisión de las actividades portuarias. La municipalización se basaría en la experiencia del puerto de Róterdam, el más importante en términos de actividad económica de Europa. En el puerto de Rotterdam, la autoridad está formada por varias empresas que, en un fondo común, tienen una administración central: la Agencia Portuaria. Estas empresas gestionan el puerto, que es propiedad de la ciudad de Róterdam, pero está gestionado por un tercero a través de una concesión. Si se municipalizara el puerto de Río de Janeiro, este sería el modelo a adoptar.